# Chaetocnema orientalis
Chaetocnema orientalis là một loài bọ cánh cứng trong họ Chrysomelidae. Loài này được Bauduer miêu tả khoa học năm 1874.